# B-Weltcup der Nordischen Kombination 2005/06
Der B-Weltcup der Nordischen Kombination 2005/06 war eine vom Weltverband FIS ausgetragene Wettkampfserie in der Nordischen Kombination. Der Unterbau zum Weltcup der Nordischen Kombination 2005/06 wurde in jener Saison zum 16. Mal ausgetragen. Die Saison wurde in drei Perioden eingeteilt, die neben der Startberechtigung auch Auswirkungen auf die Gesamtwertung hatte. Gemäß Artikel 4.1 des Reglements konnte nur ein Athlet Gesamtsieger werden, der in der letzten Periode nicht für den Weltcup startberechtigt war. Diese Regelung galt auch für die Ermittlung des Sprint-Cup-Siegers, wobei hier Athleten ausgenommen wurden, die mindestens in zwei Perioden im B-Weltcup gestartet sind. Der B-Gesamtweltcup-Sieger erhielt die große, der Sieger der Sprintwertung die kleine Trophäe. Die Athleten auf den Rängen 1 bis 6 wurden zudem mit FIS-Medaillen ausgezeichnet. Die Summe der drei punktbesten Wettkämpfer pro Bewerb von ein und demselben Skiverband wurden für die Nationenwertung herangezogen.
Die Saison umfasste zehn Stationen in Europa und Nordamerika. Die Saison begann am 10. Dezember 2005 in Steamboat Springs und endete am 18. März 2006 in Mo i Rana. Es fanden zwölf Sprints, drei Massenstarts sowie sechs Gundersen Einzel statt. Gesamtsieger wurde Florian Schillinger, der zwei Wettbewerbe gewinnen konnte. Der Schweizer Ronny Heer gewann den Sprint-Cup. Die Nationenwertung gewann Deutschland.

## Teilnehmende Nationen
Es nahmen Athleten aus 18 Nationen am B-Weltcup teil.
| Europa (15 Nationen)                                                                      | Europa (15 Nationen)                                                         |
| ----------------------------------------------------------------------------------------- | ---------------------------------------------------------------------------- |
| - Deutschland - Estland - Finnland - Frankreich - Italien - Norwegen - Österreich - Polen | - Russland - Schweiz - Slowakei - Slowenien - Tschechien - Ukraine - Belarus |
| Amerika (2 Nationen)                                                                      |                                                                              |
| - Kanada                                                                                  | - Vereinigte Staaten                                                         |
| Asien (1 Nationen)                                                                        |                                                                              |
| - Japan                                                                                   |                                                                              |

## Ergebnisse und Wertungen

### Continental-Cup-Übersicht
| Datum      | Austragungsort    | Disziplin                  | Sieger                | Zweiter             | Dritter               |
| ---------- | ----------------- | -------------------------- | --------------------- | ------------------- | --------------------- |
| 1. Periode |                   |                            |                       |                     |                       |
| 10.12.2005 | Steamboat Springs | HS 127 / 15 km Gundersen   | Todd Lodwick          | Bernhard Gruber     | Seppi Hurschler       |
| 11.12.2005 | Steamboat Springs | HS 127 / 7,5 km Sprint     | Todd Lodwick          | Christian Beetz     | Ludovic Roux          |
| 16.12.2005 | Park City         | HS 134 / 7,5 km Sprint     | Bill Demong           | Christian Beetz     | Jens Kaufmann         |
| 17.12.2005 | Park City         | HS 134 / 10 km Massenstart | Christian Beetz       | Jens Kaufmann       | Sergei Maslennikow    |
| 20.12.2005 | Lake Placid       | HS 134 / 15 km Gundersen   | Bill Demong           | Mikko Kokslien      | Bernhard Gruber       |
| 21.12.2005 | Lake Placid       | HS 134 / 7,5 km Sprint     | Christian Beetz       | Bernhard Gruber     | Iver Markengbakken    |
| 2. Periode |                   |                            |                       |                     |                       |
| 13.01.2006 | Chaux-Neuve       | HS 97 / 7,5 km Sprint      | Ronny Heer            | Andreas Hurschler   | Tino Edelmann         |
| 14.01.2006 | Chaux-Neuve       | HS 97 / 15 km Gundersen    | Andreas Hurschler     | Ronny Heer          | Lukas Klapfer         |
| 15.01.2006 | Chaux-Neuve       | HS 97 / 7,5 km Sprint      | Seppi Hurschler       | Lukas Klapfer       | Ludovic Roux          |
| 17.01.2006 | Predazzo          | HS 134 / 10 km Massenstart | Andreas Hurschler     | Jan Schmid          | Tom Beetz             |
| 20.01.2006 | Oberstdorf        | HS 137 / 7,5 km Sprint     | Ronny Heer            | Andreas Hurschler   | Jens Kaufmann         |
| 21.01.2006 | Oberstdorf        | HS 137 / 10 km Massenstart | Andreas Hurschler     | Sergei Maslennikow  | Ronny Heer            |
| 26.01.2006 | Karpacz           | HS 94 / 7,5 km Sprint      | Seppi Hurschler       | Michael Palli       | Mathieu Martinez      |
| 27.01.2006 | Karpacz           | HS 94 / 15 km Gundersen    | Ronny Heer            | Seppi Hurschler     | Mathieu Martinez      |
| 28.01.2006 | Karpacz           | HS 94 / 7,5 km Sprint      | Ronny Heer            | Iver Markengbakken  | Stephan Münchmeyer    |
| 3. Periode |                   |                            |                       |                     |                       |
| 04.03.2006 | Klingenthal       | HS 140 / 15 km Gundersen   | Florian Schillinger   | Maxime Laheurte     | Sergei Maslennikow    |
| 05.03.2006 | Klingenthal       | HS 140 / 7,5 km Sprint     | Ville Kähkönen        | Florian Schillinger | Steffen Tepel         |
| 17.03.2006 | Vuokatti          | HS 100 / 15 km Gundersen   | Antti Kuisma          | Florian Schillinger | Tambet Pikkor         |
| 18.03.2006 | Vuokatti          | HS 100 / 7,5 km Sprint     | Florian Schillinger   | Taihei Katō         | Espen Rian            |
| 17.03.2006 | Mo i Rana         | HS 96 / 7,5 km Sprint      | Torkild Rasmussen Aam | Stephan Münchmeyer  | Maxime Laheurte       |
| 18.03.2006 | Mo i Rana         | HS 96 / 7,5 km Sprint 1    | Espen Rian            | Maxime Laheurte     | Torkild Rasmussen Aam |

### Wertungen
| Rang | Name                  | Punkte |
| ---- | --------------------- | ------ |
| 001. | Florian Schillinger   | 666    |
| 002. | Stephan Münchmeyer    | 555    |
| 003. | Maxime Laheurte       | 547    |
| 004. | Sébastien Lacroix     | 486    |
| 005. | Antti Kuisma          | 459    |
| 006. | Jouni Kaitainen       | 417    |
| 007. | Pavel Churavý         | 384    |
| 008. | Ville Kähkönen        | 368    |
| 009. | Lucas Vonlanthen      | 367    |
| 010. | Espen Rian            | 357    |
| 011. | Michael Palli         | 335    |
| 012. | Mathieu Martinez      | 334    |
| 013. | François Braud        | 315    |
| 014. | Giuseppe Michielli    | 305    |
| 015. | Nicolas Bal           | 299    |
| 016. | Ludovic Roux          | 275    |
| 017. | Michael Hollenstein   | 270    |
| 018. | Lukas Klapfer         | 260    |
| 019. | Ladislav Rygl         | 244    |
| 020. | Mikko Kokslien        | 222    |
| 021. | Tomáš Slavík          | 215    |
| 022. | Taihei Katō           | 213    |
| 023. | Steffen Tepel         | 210    |
| 024. | Akito Watabe          | 176    |
| 025. | Tambet Pikkor         | 174    |
| 026. | Marko Kühne           | 170    |
|      | Takashi Kitamura      | 170    |
| 028. | Jochen Strobl         | 160    |
|      | Torkild Rasmussen Aam | 160    |
| 030. | Benjamin Kreiner      | 156    |
| 031. | Damjan Vtič           | 153    |
| 032. | Kevin Arnould         | 151    |
| 033. | Tomaž Druml           | 141    |
| 034. | Tom Beetz             | 136    |
| 035. | Pascal Meinherz       | 130    |

| Rang | Name                 | Punkte |
| ---- | -------------------- | ------ |
| 036. | Brett Camerota       | 119    |
| 037. | Eric Camerota        | 118    |
| 038. | Jonathan Félisaz     | 116    |
| 039. | Marco Pichlmayer     | 113    |
| 040. | David Zauner         | 112    |
|      | Eric Frenzel         | 112    |
| 042. | Jo Wesche Fossheim   | 110    |
| 043. | Andreas Langer       | 105    |
| 044. | Mark Schlott         | 089    |
| 045. | Iwan Fessenko        | 088    |
| 046. | Philipp Rießle       | 086    |
|      | Peder Blaauw Sandell | 086    |
| 048. | Janusz Zygmuntowicz  | 074    |
| 049. | Aleš Vodseďálek      | 070    |
| 050. | Dmitri Matwejew      | 069    |
| 051. | Carl Van Loan        | 067    |
| 052. | Joakim Åkvik         | 063    |
|      | Jan Rune Grave       | 063    |
|      | Einar Uvsløkk        | 063    |
| 055. | Kevin Röder          | 060    |
| 056. | Jason Myslicki       | 053    |
| 057. | Stefan Tuss          | 052    |
| 058. | Miroslav Dvořák      | 050    |
| 059. | Alexei Zwetkow       | 048    |
| 060. | Johnny Spillane      | 047    |
| 061. | Mathias Østvik       | 046    |
| 062. | Toni Englert         | 042    |
|      | Daniele Munari       | 042    |
|      | Tomoyuki Usui        | 042    |
| 065. | Alex Glueck          | 039    |
| 066. | Rok Rožman           | 038    |
| 067. | Chota Hatakeyama     | 036    |
| 068. | Junpei Aoki          | 035    |
| 069. | Martin Skopek        | 032    |
| 070. | Patrik Chlum         | 031    |

| Rang | Name                | Punkte |
| ---- | ------------------- | ------ |
|      | Christian Ulmer     | 031    |
| 072. | Maxime Boillot      | 030    |
| 073. | Jan Christian Bjørn | 024    |
| 074. | Christoph Szalay    | 022    |
|      | Davide Bresadola    | 022    |
|      | Jed Hinkley         | 022    |
| 077. | Michal Pšenko       | 018    |
| 078. | Olli Muotka         | 017    |
|      | Thomas Kjelbotn     | 017    |
| 080. | Dejan Plevnik       | 016    |
| 081. | Michael Mehringer   | 015    |
|      | Ruben Welde         | 015    |
| 083. | Wolfgang Bösl       | 013    |
| 084. | Alexei Barannikow   | 012    |
| 085. | Józef Zygmuntowicz  | 011    |
|      | Anže Obreza         | 011    |
|      | Serhij Diyatschuk   | 011    |
| 088. | Konstantin Woronin  | 010    |
| 089. | Alfred Rainer       | 009    |
|      | Ville Tuppurainen   | 009    |
|      | Mitja Oranič        | 009    |
| 092. | Sergei Djatschuk    | 007    |
| 093. | Max Thompson        | 006    |
|      | Jonas Nermoen       | 006    |
|      | Denis Isaykin       | 006    |
| 096. | Tobias Kammerlander | 005    |
| 097. | Benedikt Niglis     | 004    |
|      | Mykola Koslow       | 004    |
| 099. | Toni Schlott        | 003    |
|      | Per Sannes Heger    | 003    |
| 101. | Tim Hug             | 002    |
|      | Wolodymyr Tratschuk | 002    |
| 103. | Florian Bachmann    | 001    |
|      | Lauri Asikainen     | 001    |
|      | Tommy Schmid        | 001    |

| Platz | Name                | Punkte |
| ----- | ------------------- | ------ |
| 01.   | Ronny Heer          | 431    |
| 02.   | Stephan Münchmeyer  | 349    |
| 03.   | Christian Beetz     | 345    |
| 04.   | Ville Kähkönen      | 305    |
| 05.   | Florian Schillinger | 301    |
| 06.   | Espen Rian          | 275    |
| 07.   | Iver Markengbakken  | 273    |
| 08.   | Seppi Hurschler     | 272    |
| 09.   | Lucas Vonlanthen    | 269    |
| 10.   | Jens Kaufmann       | 236    |
| 11.   | Maxime Laheurte     | 216    |
| 12.   | Michael Palli       | 206    |
| 13.   | Sébastien Lacroix   | 189    |
| 14.   | Mathieu Martinez    | 182    |
| 15.   | Ludovic Roux        | 177    |
| 16.   | Lukas Klapfer       | 176    |
| 17.   | Michael Hollenstein | 168    |

| Platz | Name               | Punkte |
| ----- | ------------------ | ------ |
| 01.   | Deutschland        | 2612   |
| 02.   | Schweiz            | 2350   |
| 03.   | Frankreich         | 1525   |
| 04.   | Norwegen           | 1421   |
| 05.   | Österreich         | 1353   |
| 06.   | Japan              | 0804   |
| 07.   | Finnland           | 0797   |
| 08.   | Vereinigte Staaten | 0731   |
| 09.   | Russland           | 0486   |
| 10.   | Tschechien         | 0453   |
| 11.   | Italien            | 0412   |
| 12.   | Estland            | 0172   |
| 13.   | Slowenien          | 0088   |
| 14.   | Polen              | 0085   |
| 15.   | Kanada             | 0039   |
| 16.   | Slowakei           | 0018   |
| 17.   | Ukraine            | 0017   |

| Platz | Name               | Punkte |
| ----- | ------------------ | ------ |
| 01.   | Christian Beetz    | 415    |
| 02.   | Bernhard Gruber    | 270    |
| 03.   | Yōsuke Hatakeyama  | 217    |
| 04.   | Jens Kaufmann      | 214    |
| 05.   | Iver Markengbakken | 213    |

| Platz | Name               | Punkte |
| ----- | ------------------ | ------ |
| 01.   | Ronny Heer         | 616    |
| 02.   | Andreas Hurschler  | 466    |
| 03.   | Seppi Hurschler    | 459    |
| 04.   | Stephan Münchmeyer | 314    |
| 05.   | Michael Palli      | 292    |

| Platz | Name                | Punkte |
| ----- | ------------------- | ------ |
| 01.   | Florian Schillinger | 403    |
| 02.   | Espen Rian          | 296    |
| 03.   | Maxime Laheurte     | 281    |
| 04.   | Ville Kähkönen      | 237    |
| 05.   | Stephan Münchmeyer  | 193    |